# Диак, Ламин

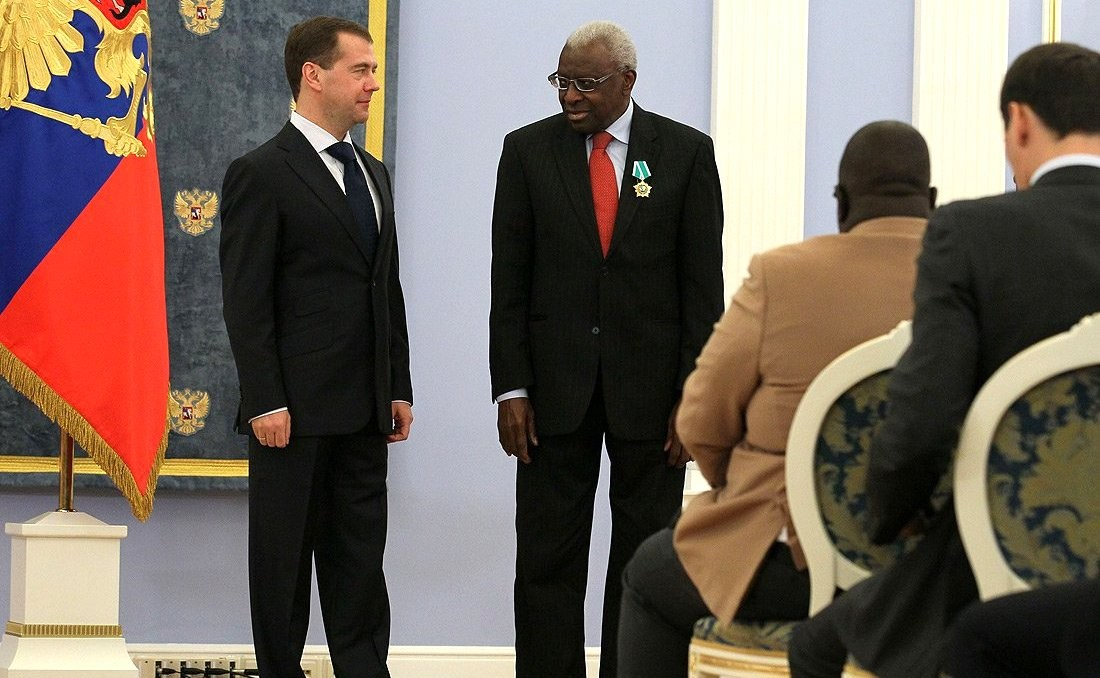
Дмитрий Медведев вручил орден Дружбы президенту ИААФ Ламину Диаку. Московская область, Горки, 22 ноября 2011 года

Ламин Диак (фр. Lamine Diack, 7 июня 1933, Дакар — 3 декабря 2021, Дакар) — сенегальский спортивный функционер, пятый президент Международной ассоциации легкоатлетических федераций (1999—2015). 

## Биография
В молодости занимался спортом, в частности был игроком футбольного клуба Foyer France Sénégal. Также занимался лёгкой атлетикой, специализировался в прыжках в длину. Чемпион Франции 1958 года в прыжках в длину — 7,63 м. В 1959 году выступил на чемпионате Франции среди университетов, который выиграл с личным рекордом 7,72 м. Позже получил травму колена и не смог выступить на Олимпиаде 1960 года. Вскоре он завершил карьеру спортсмена и переключился на административную работу.
С 1964 по 1968 годы был спортивным директором сборной Сенегала по футболу. В 1974 году стал членом МОК, в 1985 году возглавляет Национальный олимпийский комитет Сенегала, оставался в этой должности до 2002 года. Параллельно с 1978 по 1993 год входил в правительство Сенегала. В 1999 году на экстренном заседании Международной Ассоциации легкоатлетических федераций, связанном со скоропостижной смертью Примо Небиоло, был избран президентом Ассоциации. На 48 конгрессе ИААФ в Тэгу (24 августа 2011 года) переизбран, будучи единственным кандидатом.
Отец 15 детей.

## Обвинения в коррупции
4 ноября 2015 года прокуратура Франции предъявила Ламину Диаку официальные обвинения в получении взяток в обмен за отказ от санкций в отношении российских спортсменов, уличённых в употреблении допинга. Как утверждают французские СМИ, деньги могли быть получены в 2011 году от Всероссийской федерации легкой атлетики (ВФЛА).
13 января 2020 года в Париже начался судебный процесс над функционерами ИААФ, подозреваемыми в коррупции. Главным обвиняемым является Ламин Диак. Кроме того, субъектами международных ордеров на арест являются россияне — Валентин Балахничев, бывший глава Российской федерации легкой атлетики и казначей ИААФ, обвиняемый в «даче и получении взяток» и «отмывании денег при отягчающих обстоятельствах», и Алексей Мельников, бывший главный тренер России по бегу на длинные дистанции, обвиняемый в «получении взяток». Все подозреваемые заявили, что не намерены являться в суд.
18 июня 2020 года закончился процесс над Ламином Диаком, бывшим боссом Международной федерации легкой атлетики (ИААФ), и еще пятью людьми, включая его сына Папу Массату Диака. Защита Ламина Диака просила снисхождения суда, ссылаясь, в частности, на возраст (87 лет) Ламина Диака. Решение по данному коррупционному делу на фоне российского допинга будет вынесено 16 сентября 2020 года.
16 сентября 2020 г. суд признал виновным в коррупции и приговорил Ламин Диака к двум годам лишения свободы и к двум годам условно. Его обвиняли в получении в 2011 году взятки от Всероссийской федерации легкой атлетики (ВФЛА) за сокрытие фактов допинга российских спортсменов. Суд также оштрафовал Диака на 500 тысяч евро. Общая сумма взяток от России в этом деле составила 3 млн евро.

## Награды
- Командор Национального ордена Льва (Сенегал).
- Кавалер Большого креста ордена Экваториальной звезды (Габон).
- Офицер ордена Признания (ЦАР)
- Большая лента ордена Нила (Египет).
- Большой крест ордена Бернардо О’Хиггинса (Чили).
- Командор ордена Отличия (Ямайка).
- Кавалер Ордена Почётного легиона (Франция).
- Офицер ордена Заслуг (Венгрия).
- Орден Дружбы (29 декабря 2010 года, Россия) — за вклад в развитие спорта и популяризацию лёгкой атлетики в Российской Федерации[9].
- Орден «За заслуги» I степени (30 июля 2010 года, Украина) — за значительный личный вклад в поддержку лёгкой атлетики в Украине, развитие международного легкоатлетического движения[10].
- Серебряный Олимпийский орден (1990, МОК)[11].
- Почётный гражданин Пекина[англ.] (2015, Китай)[12].